# Ken-Mark Minkovski
Ken-Mark Minkovski (* 13. Oktober 2001 in Tallinn) ist ein estnischer Leichtathlet, der sich auf den Sprint spezialisiert hat.

## Sportliche Laufbahn
Erste internationale Erfahrungen sammelte Ken-Mark Minkovski im Jahr 2017, als er beim Europäischen Olympischen Jugendfestival (EYOF) in Győr mit einer Weite von 6,93 m die Silbermedaille im Weitsprung gewann. Im Jahr darauf belegte er bei den U18-Europameisterschaften ebendort in 21,56 s den sechsten Platz im 200-Meter-Lauf und qualifizierte sich damit auch für die Olympischen Jugendspiele in Buenos Aires, bei denen er den Rang 14 erreichte. 2019 schied er bei den U20-Europameisterschaften in Borås im 100-Meter-Lauf mit 11,04 s in der ersten Runde aus und erreichte über 200 Meter das Halbfinale, in dem er mit 21,47 s ausschied. Zudem wurde er mit der estnischen 4-mal-100-Meter-Staffel in 49,44 s Siebter.
2019 wurde Minkovski estnischer Meister im 200-Meter-Lauf im Freien sowie 2020 in der Halle und 2020 auch in der 4-mal-400-Meter-Staffel.

## Persönliche Bestleistungen
- 100 Meter: 10,63 (−1,1 m/s), 9. Juni 2019 in Tallinn
  - 60 Meter (Halle): 6,84 s, 22. Februar 2020 in Tallinn
- 200 Meter: 21,15 s (+1,7 m/s), 19. Juli 2019 in Borås
  - 200 Meter (Halle): 21,47 s, 23. Februar 2020 in Tallinn